# Ханахара, Цутому
Цутому Ханахара (яп. 花原 勉 Ханахара Цутому, 3 января 1940 года); префектура Ямагути, Япония — 5 февраля 2024) — японский борец греко-римского стиля, чемпион Олимпийских игр, призёр Азиатских игр, призёр чемпионата мира, шестикратный чемпион Японии (1960—1965).

## Биография
В школе занимался дзюдо. Борьбой начал заниматься поступив в Японский университет спортивных наук.
В 1958 году выступил на чемпионате мира, вошёл в шестёрку сильнейших. В 1960 году завоевал звание чемпиона Японии. В 1962 году стал вице-чемпионом Азиатских игр.
На Летних Олимпийских играх 1964 года в Токио боролся в категории до 52 килограммов (наилегчайший вес). Выбывание из турнира проходило по мере накопления штрафных баллов. Схватку судили трое судей, за чистую победу штрафные баллы не начислялись, за победу по очкам при любом соотношении голосов начислялся 1 штрафной балл, поражение по очкам при любом соотношении голосов или чистое поражение карались 3 штрафными баллами. Если борец набирал 5 или более штрафных баллов, он выбывал из турнира. Когда оставалось только три борца, они разыгрывали между собой медали (если не встречались в схватках до финального раунда). После начала финальных схваток борцы могли продолжать выступления, имея и более пяти штрафных баллов. Титул оспаривали 18 человек. Цутому Ханахара к финальным схваткам был на втором месте по набранным баллам и победил обоих финалистов, причём тушировав в финале олимпийского чемпиона 1960 года Думитру Пырвулеску.
| Круг           | Соперник           | Страна                                    | Результат | Основание                  | Время схватки |
| -------------- | ------------------ | ----------------------------------------- | --------- | -------------------------- | ------------- |
| 1              | Имре Алкер         | Венгрия                                   | Победа    | Туше (0 штрафных баллов)   | 4:03          |
| 2              | Армаис Саядов      | Союз Советских Социалистических Республик | Победа    | По очкам (1 штрафной балл) | -             |
| 3              | Василиос Ганотис   | Греция                                    | Победа    | По очкам (1 штрафной балл) | -             |
| 4              | Мориц Мевис        | Бельгия                                   | Победа    | По очкам (1 штрафной балл) | -             |
| Финал (матч 1) | Ангел Керезов      | Болгария                                  | Победа    | По очкам (1 штрафной балл) | -             |
| Финал (матч 2) | Думитру Пырвулеску | Румыния                                   | Победа    | Туше (0 штрафных баллов)   | 8:19          |

В 1967 году выступил на чемпионате мира и занял третье место.
Почётный профессор Японского университета спортивных наук (англ. Nippon Sport Science University)